# Nebete
Nebete ("Senhora") foi nomeada vizir durante o final do Antigo Reino do Egito pelo faraó Pepi I da VI dinastia egípcia, seu genro. Ela é a primeira vizir registrada na história do Antigo Egito; a próxima foi na 26ª Dinastia.
Ela era esposa do nobre Khui. Suas filhas, as rainhas Ankhesenpepi I e Ankhesenpepi II, foram respectivamente mães dos faraós Merenré I e Pepi II. Seu filho Djau, nascido em Abidos, teve uma tumba lá e se tornou vizir para seus sobrinhos. Ela é mencionada em sua tumba.
Nebete foi contemporânea de Uni, o Ancião.